# Bahnstrecke Noyelles-sur-Mer–Cayeux-sur-Mer
| Schmalspurzug auf dem Gerüstpfeilerviadukt über den Dien und die Sumpflandschaft der Somme-Mündung (um 1910) |                |                               |                               |
| Netz des CFBS mit der Strecke von Noyelles nach Cayeux |                |                               |                               |
| Spurweite: | 1000 / 1435 mm |                               |                               |
| |                |                               |                               |
| \| \| km \| \| \| \| \| \| Usine Silmer \| \| \| \| 18 \| Cayeux-sur-Mer-Brighton-Plage \| Cayeux-sur-Mer-Brighton-Plage \| \| \| 16 \| Hurt \| Hurt \| \| \| \| Gleis nach Ault \| \| \| \| 13 \| Lanchères-Pendé \| Lanchères-Pendé \| \| \| \| Zuckerrübenreiberei \| \| \| \| 11 \| Pendé-Routhiauville \| Pendé-Routhiauville \| \| \| 7 \| Saint-Valery-Port \| Saint-Valery-Port \| \| \| 6 \| Saint-Valery-Ville \| Saint-Valery-Ville \| \| \| \| \| \| \| \| \| Canal de la Somme \| \| \| \| 5.6 \| Saint-Valery-Canal \| Saint-Valery-Canal \| \| \| \| Ligne des cent jours \| \| \| \| \| Dien \| \| \| \| \| nach Le Crotoy \| \| \| \| \| nach Forest-l’Abbaye \| \| \| \| 0 \| Noyelles-sur-Mer \| Noyelles-sur-Mer \| \| \| \| SNCF Abbeville–Boulogne \| \| \| \| \| \| \| \| \| \| Legende \| \| \| \| \| Mehrschienengleis \| \| \| \| \| Normalspur \| \| \| \| \| Meterspur \| \| \| \| \| Meterspur (außer Betrieb) \| \| |                |                               |                               |
| | km             |                               |                               |
| U-Bahn-Betriebsstelle Streckenanfang (Strecke außer Betrieb) |                | Usine Silmer                  | Usine Silmer                  |
| U-Bahn-Kopfbahnhof Strecke bis hier außer Betrieb | 18             | Cayeux-sur-Mer-Brighton-Plage | Cayeux-sur-Mer-Brighton-Plage |
| ehemaliger U-Bahn-Haltepunkt / Haltestelle | 16             | Hurt                          | Hurt                          |
| U-Bahn-Abzweig geradeaus und ehemals von rechts |                | Gleis nach Ault               | Gleis nach Ault               |
| U-Bahn-Bahnhof | 13             | Lanchères-Pendé               | Lanchères-Pendé               |
| U-Bahn-Betriebsstelle Streckenanfang und quer (Strecke außer Betrieb) · U-Bahn-Abzweig geradeaus und ehemals von rechts |                | Zuckerrübenreiberei           | Zuckerrübenreiberei           |
| ehemaliger U-Bahn-Haltepunkt / Haltestelle | 11             | Pendé-Routhiauville           | Pendé-Routhiauville           |
| U-Bahn-Strecke · Kopfbahnhof Streckenanfang | 7              | Saint-Valery-Port             | Saint-Valery-Port             |
| U-Bahn-Bahnhof · Bahnhof | 6              | Saint-Valery-Ville            | Saint-Valery-Ville            |
| Abzweig geradeaus und von links · Strecke nach rechts |                |                               |                               |
| Brücke über Wasserlauf |                | Canal de la Somme             | Canal de la Somme             |
| Dienststation / Betriebs- oder Güterbahnhof | 5.6            | Saint-Valery-Canal            | Saint-Valery-Canal            |
| Abzweig geradeaus und ehemals von rechts |                | Ligne des cent jours          | Ligne des cent jours          |
| Brücke über Wasserlauf |                | Dien                          | Dien                          |
| Strecke · U-Bahn-Strecke von links |                | nach Le Crotoy                | nach Le Crotoy                |
| Strecke · U-Bahn-Abzweig geradeaus und ehemals von links |                | nach Forest-l’Abbaye          | nach Forest-l’Abbaye          |
| Kopfbahnhof Streckenanfang und quer · Abzweig quer, nach rechts und ehemals von rechts · U-Bahn-Strecke nach rechts | 0              | Noyelles-sur-Mer              | Noyelles-sur-Mer              |
| Bahnhof quer (Strecke außer Betrieb) · Abzweig quer und nach links (Strecke außer Betrieb) |                | SNCF Abbeville–Boulogne       | SNCF Abbeville–Boulogne       |
| |                |                               |                               |
| |                | Legende                       |                               |
| Strecke quer |                | Mehrschienengleis             | Mehrschienengleis             |
| Strecke quer (außer Betrieb) |                | Normalspur                    | Normalspur                    |
| U-Bahn-Strecke quer |                | Meterspur                     | Meterspur                     |
| U-Bahn-Strecke quer (außer Betrieb) |                | Meterspur (außer Betrieb)     | Meterspur (außer Betrieb)     |

Die Bahnstrecke Noyelles-sur-Mer–Cayeux-sur-Mer verbindet die Orte Noyelles-sur-Mer und Cayeux-sur-Mer im französischen Département Somme. Seit 1973 wird sie vom Verein Chemin de Fer de la Baie de Somme (CFBS) in Form einer Museumseisenbahn betrieben.

## Geschichte und Beschreibung

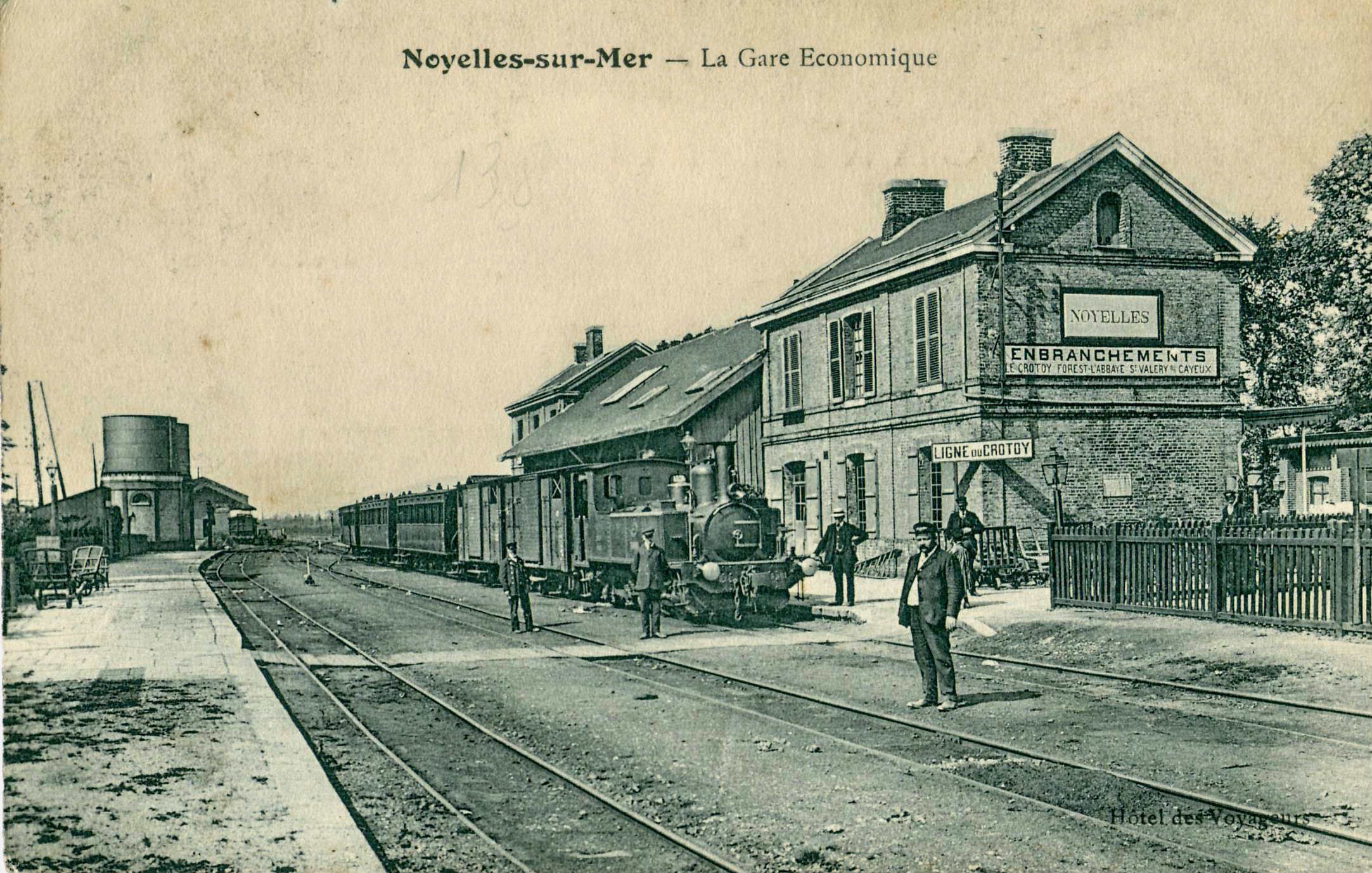
Kleinbahnhof Noyelles-sur-Mer – die normalspurigen Gleise der NORD liegen jenseits des Empfangsgebäudes

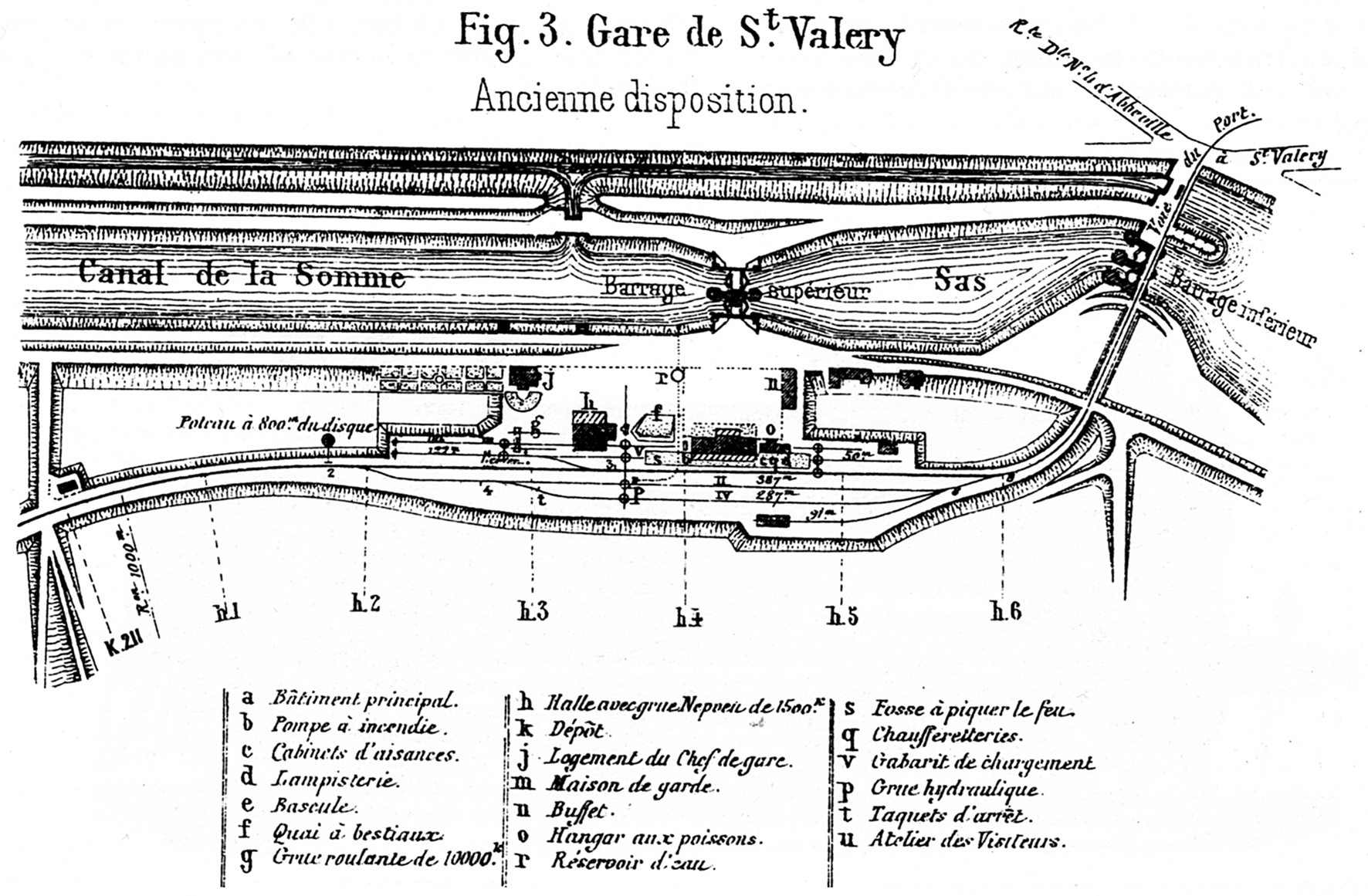
Plan des Bahnhofs Saint-Valery(-Canal) zur Zeit des reinen Normalspurbetriebs

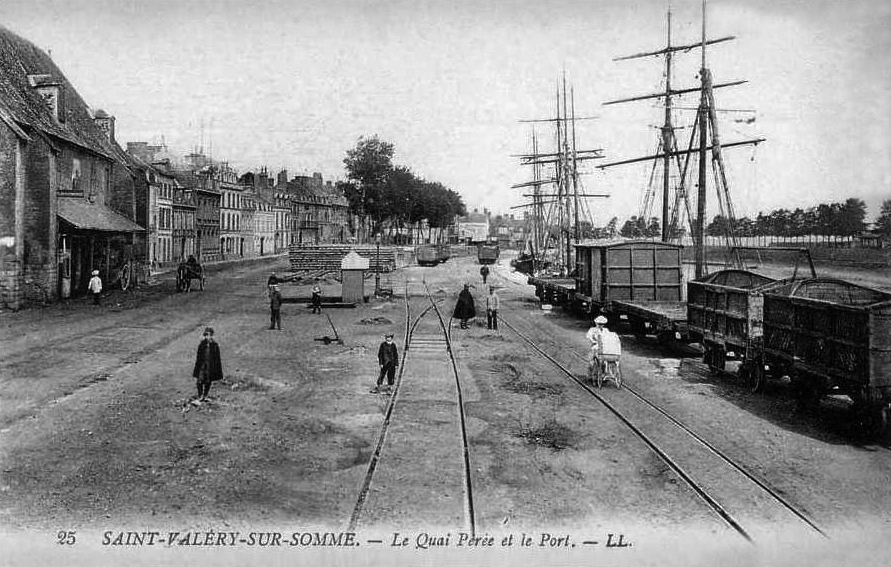
Normalspurgleis und Meterspurgleis im Hafenbahnhof Saint-Valery

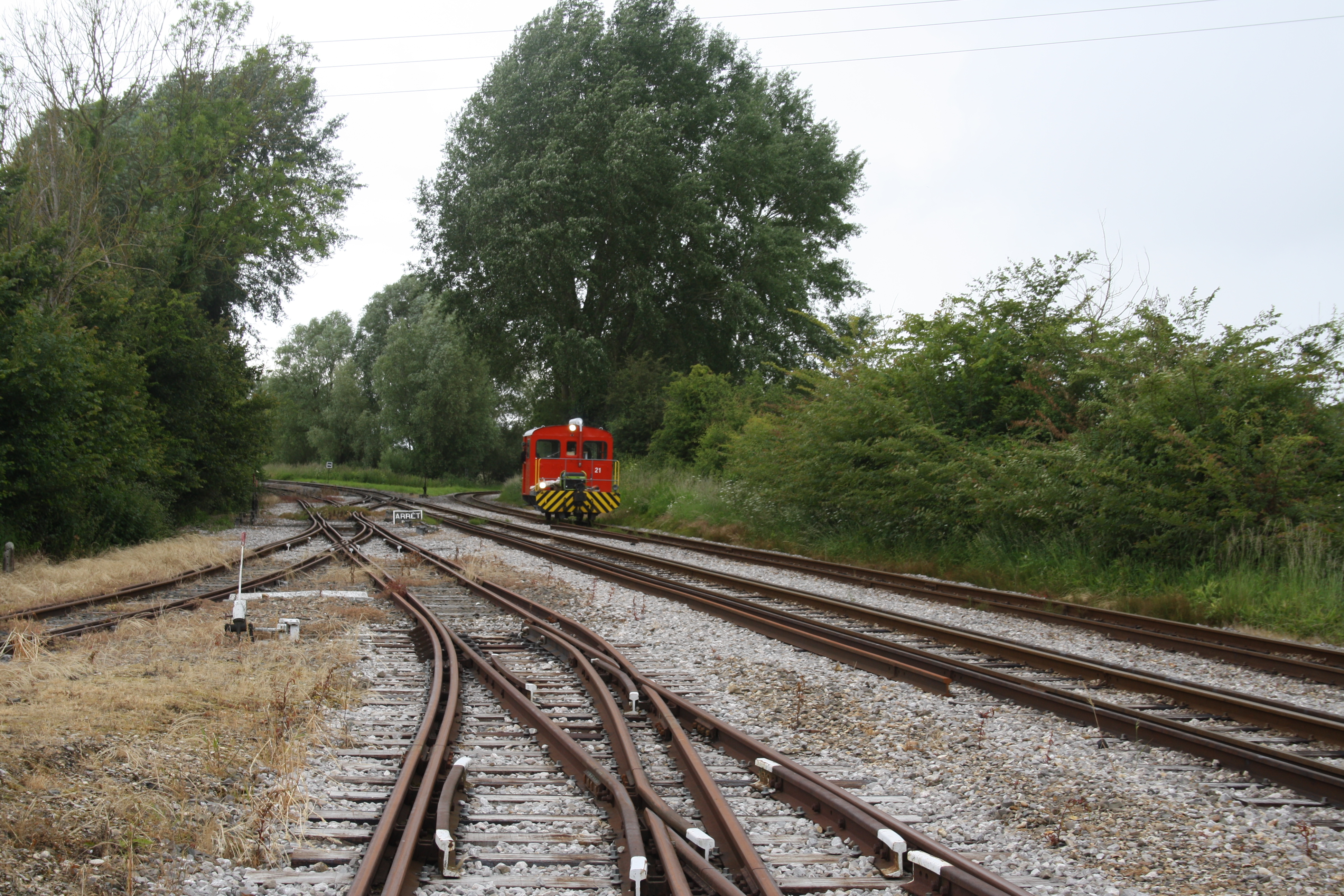
Vierschienengleise in Noyelles-sur-Mer, auf dem Meterspurgleis von Le Crotoy Schienentraktor 21 (ex-Tm 2/2 der Rhätischen Bahn)

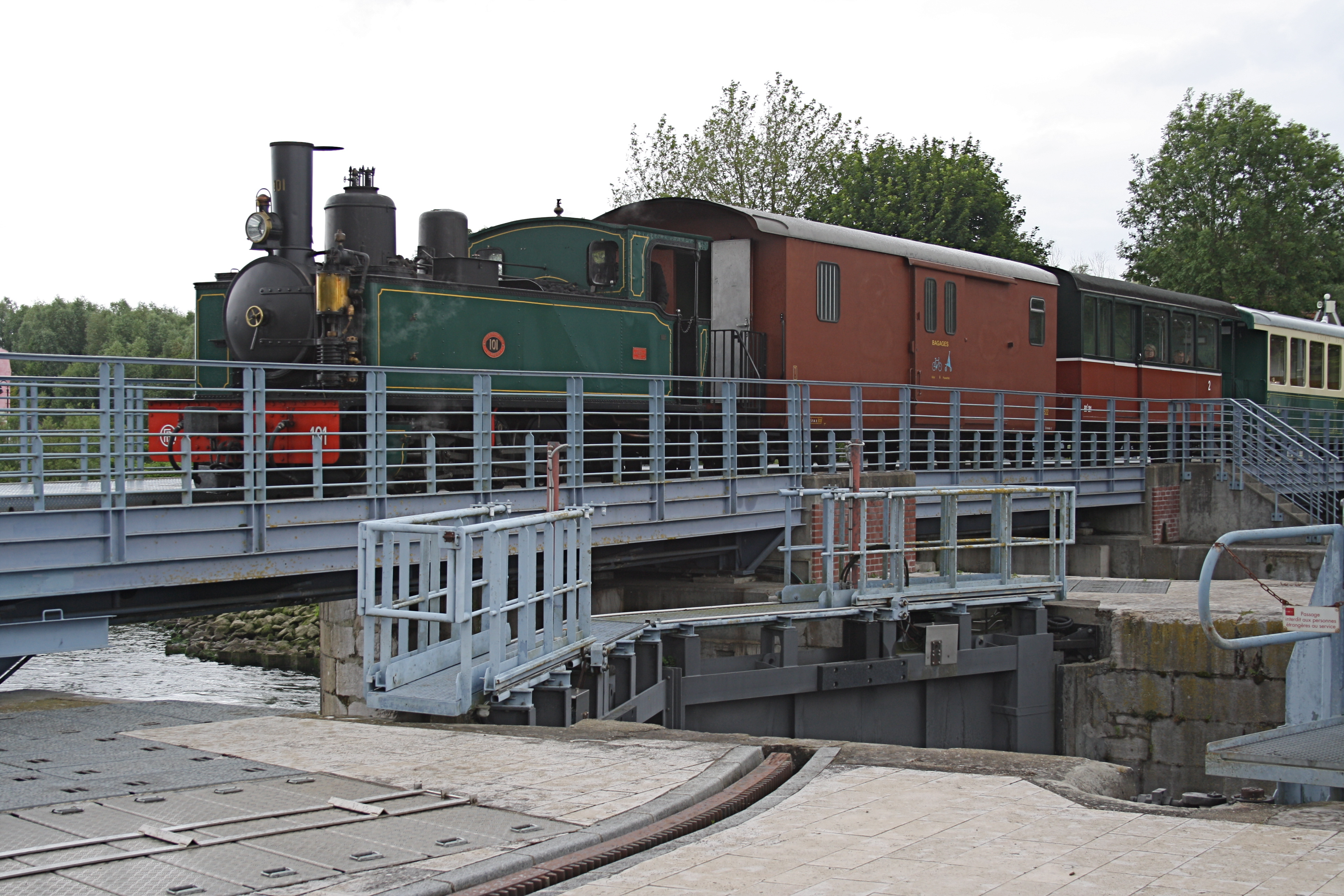
Zug des Chemin de Fer de la Baie de Somme auf der Drehbrücke über den Canal de la Somme in Saint-Valery-sur-Somme

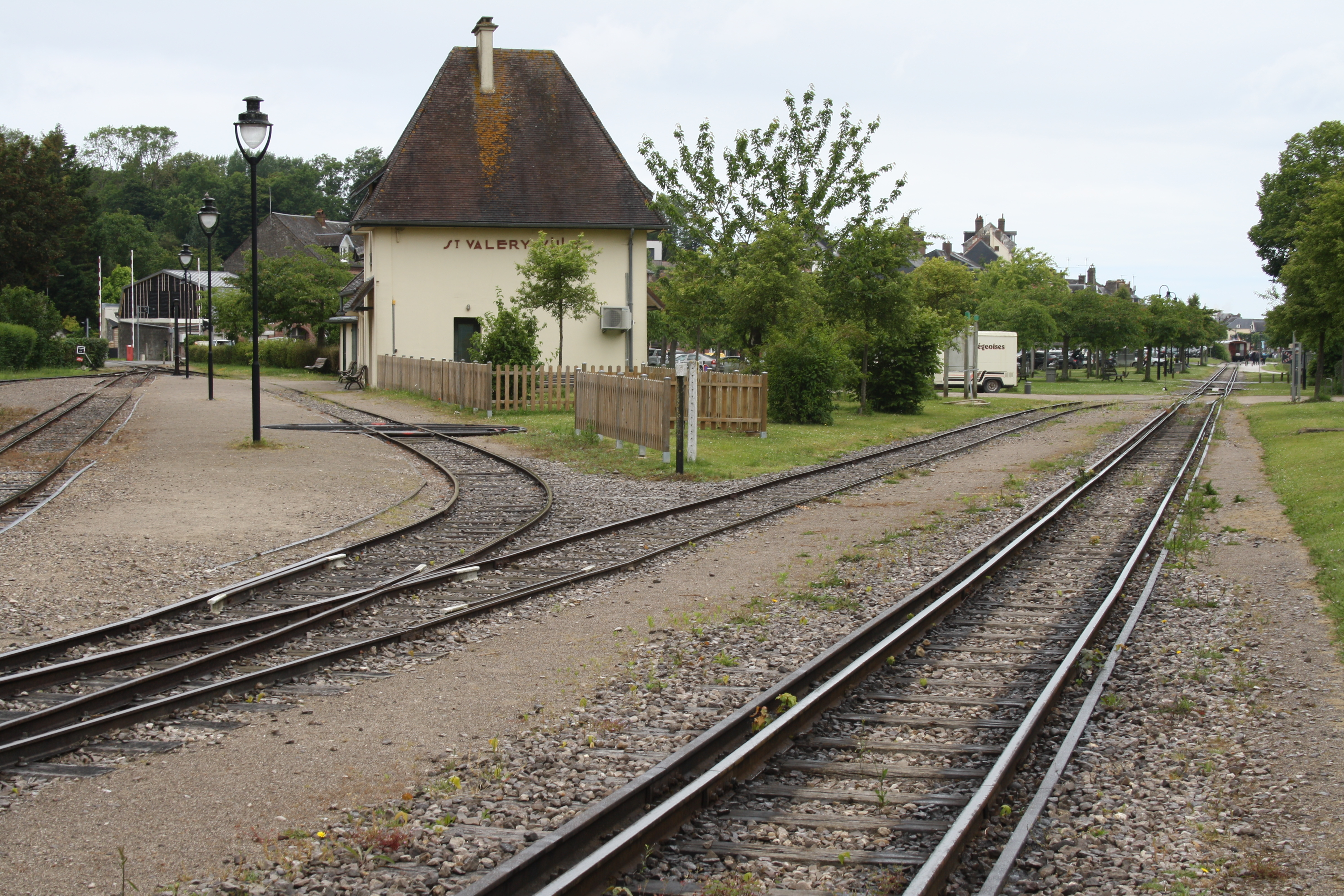
Bahnhof Saint-Valery-Ville – links die Gleise nach Cayeux-sur-Mer, rechts nach Saint-Valery-Port

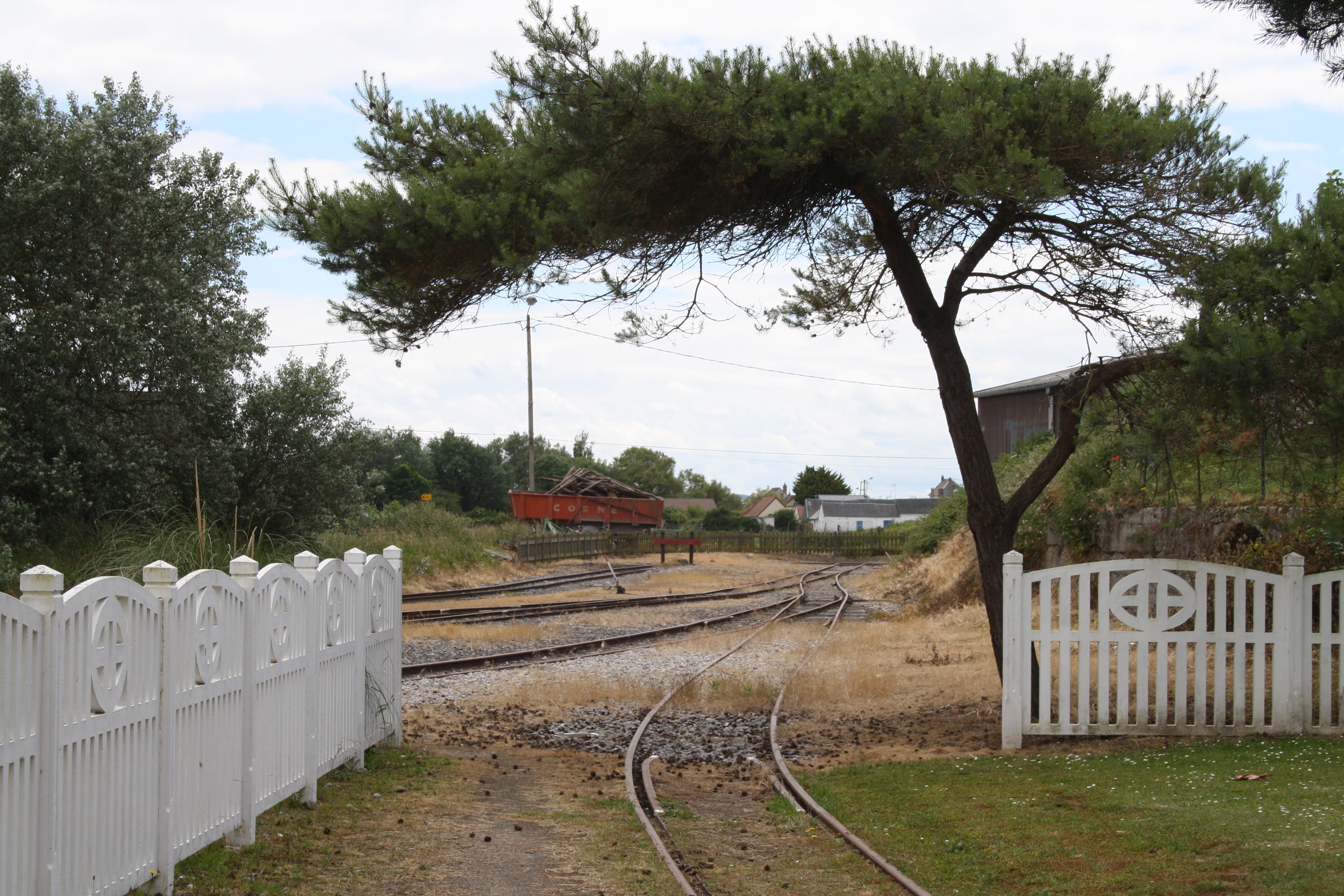
Streckenende in Cayeux-sur-Mer

Noyelles-sur-Mer erhielt 1847 an der Bahnverbindung von Paris nach Boulogne-sur-Mer (heutige Bahnstrecke Longueau–Boulogne-Ville) einen Bahnhof. Die Compagnie du chemin de fer d’Amiens à Boulogne, die die Strecke eröffnet hatte, ging 1852 in der Compagnie des chemins de fer du Nord (NORD) auf.
Am 5. Juni 1858 eröffnete die NORD eine normalspurige, 5,6 km lange Zweigstrecke von Noyelles zum Bahnhof Saint-Valery-sur-Somme (jetzt Betriebsstelle Saint-Valery-Canal). Er wurde auf einem Damm am Canal de la Somme angelegt und beherbergt heute das Betriebswerk der Museumsbahn. Die Sumpflandschaft der Somme-Mündung und den Fluss Dien querte die Bahn auf einem 1367 m langen hölzernen Gerüstpfeilerviadukt, der 1911 durch einen Deich ersetzt wurde. 1859 wurde ihre Verlängerung zum Hafen (Bahnhof Saint-Valery-Port) genehmigt. Über eine Drehbrücke verlief das Gleis weiter bis zum neuen Endpunkt, wegen einer Kurve mit einem Radius von nur 50 m wurde dieser Endabschnitt bis 1885 als Pferdeeisenbahn betrieben. Im Anschluss an sämtliche Züge der Relation Paris–Boulogne gab es einen bedeutenden Personenverkehr zwischen Noyelles und Saint-Valery.
Nach dem Beschluss des Départements Somme, ergänzend zu den Strecken der NORD ein Netz aus Lokalbahnen zu realisieren, erfolgte am 17. Januar 1885 die Erklärung dessen Gemeinnützigkeit. Von Noyelles aus wurden aus Kostengründen zwei schmalspurige Strecken gebaut, deren Betrieb der Société générale des chemins de fer économiques (SE) übertragen wurde. Eine davon führte nach Le Crotoy am Nordufer der Mündung der Somme in den Ärmelkanal, die andere am Südufer dieser breiten Trichtermündung nach Saint-Valery. Im zweiten Fall wurde das Meterspurgleis innerhalb des vorhandenen Normalspurgleises verlegt, wodurch ein Vierschienengleis entstand. Der Normalspurbetrieb von Noyelles zum Hafen Saint-Valery ging von der NORD an die SE über. 1892 kam eine weitere Strecke von Noyelles nach Forest-l’Abbaye hinzu, die nördlich des Bahnhofs die Gleise der NORD auf einer Brücke überquerte. Deren Personenverkehr endete 1951, im Zuckerrübenverkehr wurde sie bis 1965 betrieben.
Das Lastenheft sah vor, dass ein minimaler Radius von 100 m nicht unterschritten werden durfte und Rampen nicht steiler als 20 ‰ sein sollten. Als Gewicht der Schienen wurde ein Wert von 15 kg/m festgelegt; um erhöhten Unterhaltsaufwand zu vermeiden, verlegte die SE aber Schienen von 20 kg/m.
Kurz vor dem Hafen Saint-Valery zweigt die Meterspur aus dem Vierschienengleis aus. Dort wurde der Bahnhof Saint-Valery-Ville angelegt, von dem aus am 6. September 1887 die Strecke bis Cayeux-sur-Mer verlängert wurde. Neben dem Personenverkehr für Einheimische und Feriengäste diente die Bahn dem Gütertransport, vor allem von Kies und Muscheln. Für die Abfuhr von aus Kies gewonnenem Siliciumdioxid gab es in Cayeux einen Gleisanschluss zum Werk der Société Silmer, bis 1965 existierte ein weiterer in Lanchères zu einer Zuckerrübenreiberei.
Im Ersten Weltkrieg war Saint-Valery ein wichtiger Hafen für die britische Armee. Da die Bahnhöfe von Amiens und Longueau unter starkem Beschuss deutscher Geschütze standen, wurde im Frühjahr 1918 am Ortseingang von Saint-Valery ein normalspuriger Abzweig zur Bahnstrecke Beauvais–Le Tréport gebaut. Diese Strecke, die innerhalb von 100 Tagen fertiggestellt werden sollte, ging im August jenes Jahres in Betrieb. Aufgrund des veränderten Frontverlaufs wurde sie aber kaum genutzt und 1919 wieder abgebaut.
Während der Deutschen Besetzung Frankreichs im Zweiten Weltkrieg transportierte die Bahn Material für den Bau des Atlantikwalls. Es wurde in normalspurigen Güterwagen bis zum Hafen Saint-Valery gebracht und dort in schmalspurige der SE umgeladen. Die Organisation Todt ließ auf der Straße von Lanchères nach Ault ein Gleis verlegen und setzte auch Lokomotiven anderer Netze auf der Strecke ein. Im Mai 1944 zerstörte ein Feuer im Betriebswerk Saint-Valery zwei Triebwagen und eine Lokomotive. Am 1. September 1944 sprengten die Deutschen die Drehbrücke über den Kanal, die auch von Kraftfahrzeugen genutzt wurde, nachdem die daneben liegende Klappbrücke der Straße bereits 1940 zerstört worden war. Bis 1947 wurden das Betriebswerk und die Brücke wiederhergestellt.
In den 1950er Jahren wurde das Streckengleis erneuert, wobei schwerere Schienen verwendet wurden. Anfang der 1960er Jahre wurde die Société générale de chemins de fer et de transports automobiles (CFTA) Betreiber der Bahn. Am 31. Dezember 1972 endete der reguläre Verkehr auf der Strecke. Sie wurde von der Museumseisenbahn CFBS übernommen, die zu diesem Zeitpunkt bereits musealen Verkehr auf der Strecke von Noyelles nach Le Crotoy betrieb. Eine mit der SNCF getroffene Vereinbarung sah vor, dass jene den regelspurigen Betrieb zum Hafen Saint-Valery durchführte. Am 6. Februar 1989 endete der Güterverkehr.

## Fahrzeuge
Die SE beschaffte für die Strecke meterspurige Tenderlokomotiven mit der Achsfolge C1, die in den Werkstätten der NORD im Pariser Stadtteil La Chapelle bzw. bei der Société Alsacienne de Constructions Mécaniques (SACM) in Belfort entstanden. Die Loks mit den Nummern 3519 bis 3523 waren mit Zug- und Stoßeinrichtungen für beide Systeme ausgestattet, um auch normalspurige Wagen ziehen zu können, und wiesen daher zusätzlich zu den Mittelpuffern seitliche Puffer auf. Stationiert waren sie im Betriebswerk Saint-Valery, für große Revisionen wurden sie auf Wagen der NORD zu den Werkstätten der SE nach Albert gebracht.
Die lackierten Wagenkästen der Reisezugwagen ruhten auf Drehgestellen, der Zugang erfolgte über die beiderseitigen Plattformen. Es gab reine Dritte-Klasse-Wagen und solche mit allen drei Wagenklassen und zusätzlichem Gepäckabteil. Hinzu kamen Packwagen sowie geschlossene, offene und flache Güterwagen, von denen einige ein Bremserhaus hatten.
Während ab 1932 bereits zahlreiche Sekundärbahnen stillgelegt wurden, setzte das Departement Somme in der Zwischenkriegszeit auf einen Ausbau der Eisenbahn-Infrastruktur. 1936 wurden einfache Triebwagen der Firma De Dion-Bouton mit 85 PS leistenden Motoren angeschafft. Die zweiachsigen Fahrzeuge mit nur einem Führerstand wurden am Fahrtende gedreht; sie legten die Strecke zwischen Noyelles und Cayeux in 27 Minuten zurück.
1940 kam ein komfortablerer, vierachsiger Drehgestell-Triebwagen hinzu, der 1958 bei einem Brand in Cayeux zerstört wurde. In den Jahren 1957 und 1959 wurden gebrauchte Triebwagen von anderen Netzen beschafft. Ebenfalls aus zweiter Hand kamen 1957 und 1960 kleine Diesellokomotiven, die die bis zu 70 Jahre alten Dampfloks ersetzten. Im Herbst 1957 fuhren letztmals Dampflokomotiven, normalspurige Wagen wurden fortan mit Hilfe eines Pufferwagens befördert.

## Stationen

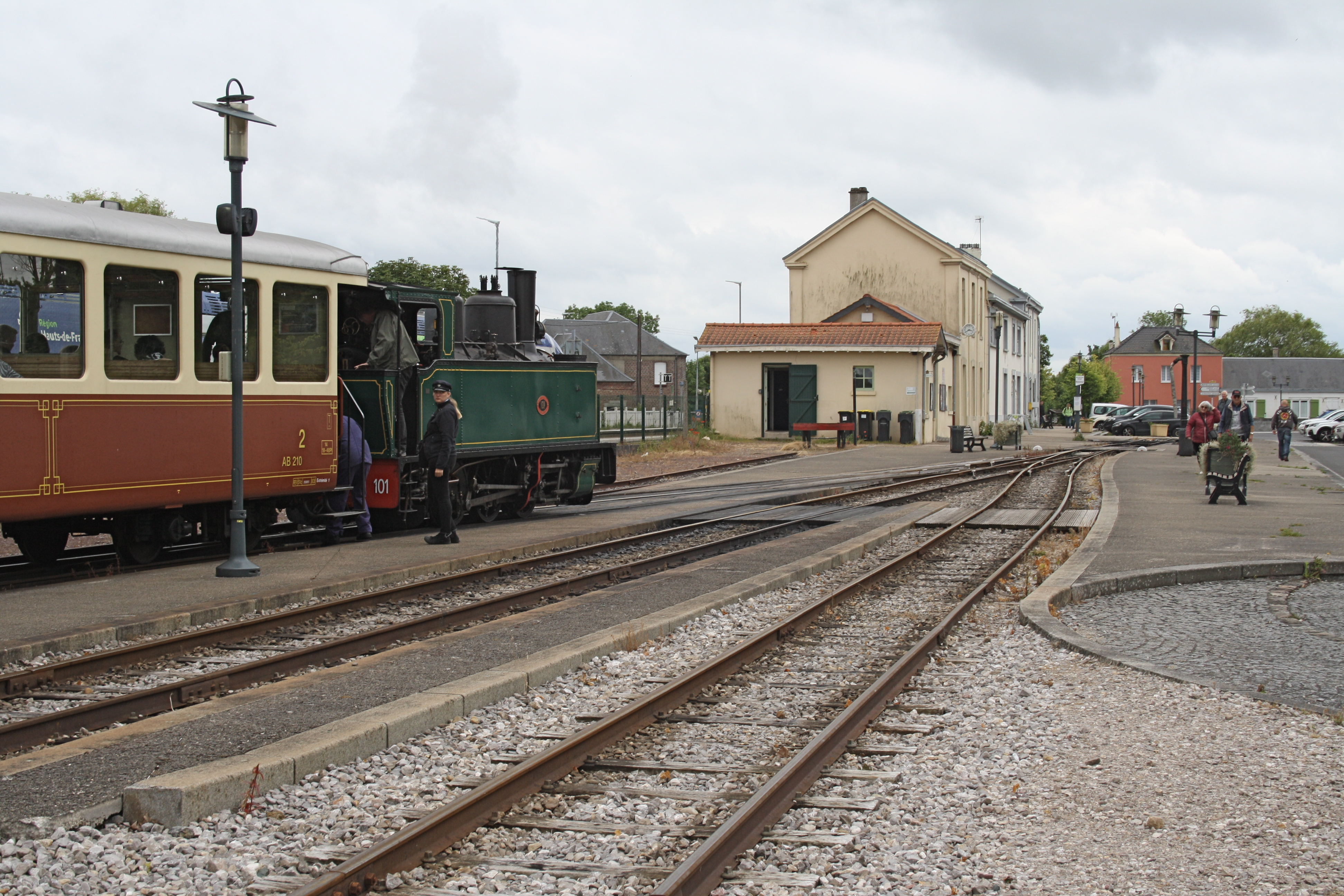
Bahnhof Noyelles-sur-Mer, links des Museumszugs die normalspurigen Gleise der SNCF

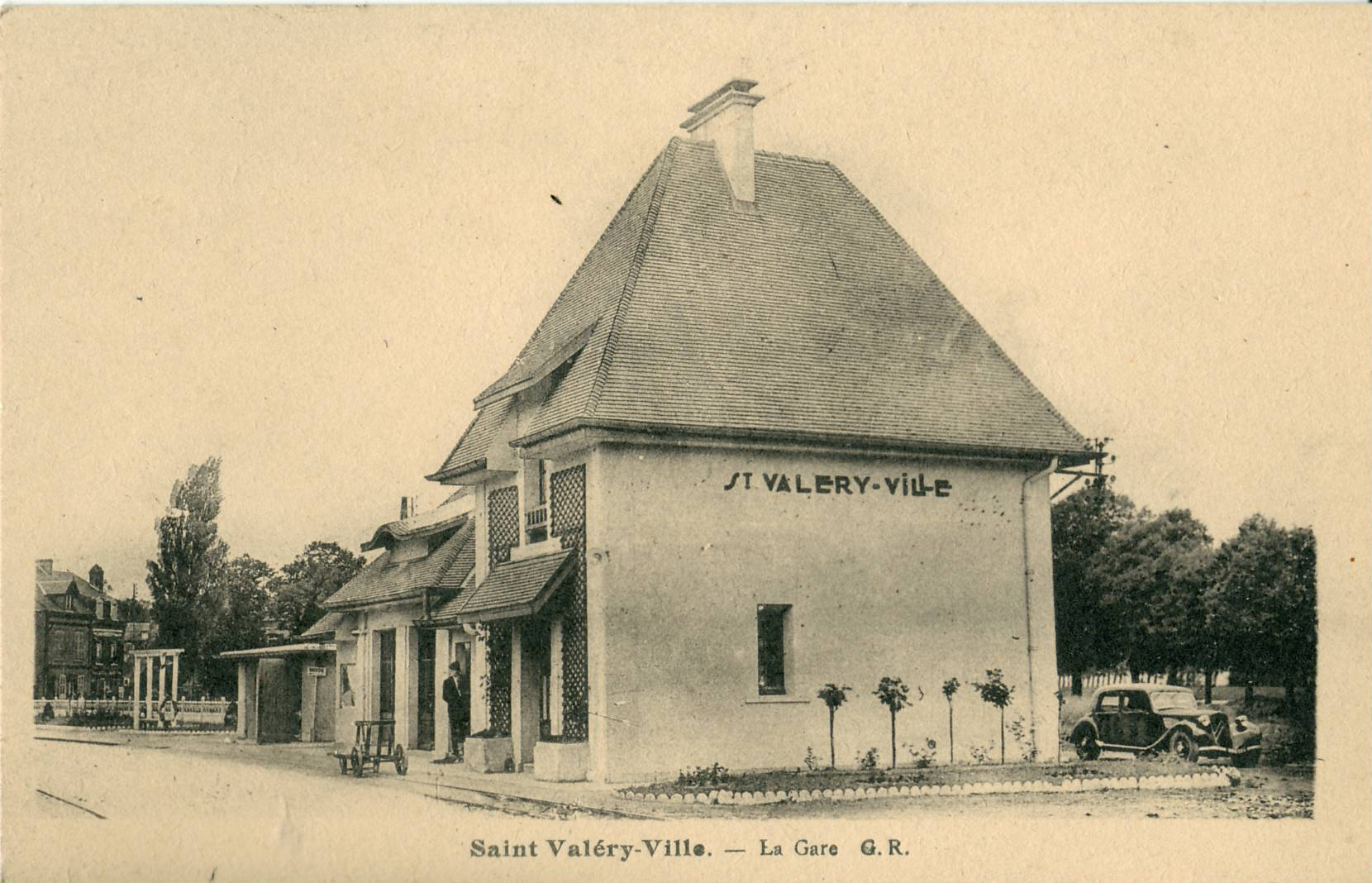
Bahnhof Saint-Valery-Ville Mitte der 1930er Jahre

- Im Bahnhof Noyelles-sur-Mer beginnen die beiden meterspurigen Strecken nach Le Crotoy und nach Cayeux-sur-Mer. Die Anlagen der Schmalspurbahn liegen westlich parallel zu den Normalspurgleisen der Bahnstrecke Longueau–Boulogne-Ville, sie enden heute an einer Drehscheibe vor dem Empfangsgebäude. Ihre Gleise sind teilweise als Vierschienengleise ausgeführt, am Nordkopf des Bahnhofs existieren normalspurige Übergabegleise. Das Bahnhofsgebäude wurde von der NORD (bzw. ab 1. Januar 1938 der SNCF) und der SE gemeinsam genutzt.
- Saint-Valery-Canal, ehemals ohne den Zusatz „Canal“, war zur Zeit des reinen Normalspurbetriebs der Personenbahnhof von Saint-Valery. Im Jahr 1937 wurde er zugunsten des günstiger gelegenen Bahnhofs Saint-Valery-Ville aufgegeben und abgebrochen. Heute beherbergt er das Betriebswerk der Museumsbahn.
- Saint-Valery-Ville: In diesem Keilbahnhof ohne Güterschuppen trennen sich das Meterspur- und das Vierschienengleis. Letzteres führt weiter zum Hafen, auf der Westseite liegt der reine Schmalspurbereich mit drei Gleisen. Das heutige Empfangsgebäude wurde Mitte der 1930er Jahre errichtet, ein Wasserkran und eine Drehscheibe wurden dort erst von der Museumseisenbahn installiert.

In Saint-Valery-Ville beginnen und enden die meisten Museumszüge nach und von Cayeux-sur-Mer. In die Züge der Relation Noyelles-sur-Mer–Saint-Valery-Port, die auf der Ostseite des Bahnhofs verkehren, kann umgestiegen werden.
- Im Bahnhof Saint-Valery-Port am Quai Perrée im Hafen von Saint-Valery endet das normalspurige Gleis. Einst wies er bis zu vier Gleise auf, um Wagen beider Spurweiten be- und entladen zu können. Von 1973 bis 1989 führte die SNCF den Betrieb mit normalspurigen Fahrzeugen durch.

In den Jahren 2010 bis 2013 wurde der Hafenbahnhof umfassend umgebaut. An der dortigen Drehscheibe wurde ein neues Empfangsgebäude im historisierenden Stil errichtet.
- Pendé-Routhiauville, Haltepunkt
- Lanchères - Pendé: Der dreigleisige Bahnhof ist heute ein Bedarfshalt mit Kreuzungsmöglichkeit für Museumszüge.
- Hurt, Haltepunkt
- Cayeux-sur-Mer-Brighton-Plage: Fünfgleisiger Endbahnhof mit abschließender Drehscheibe; eines der Gleise verläuft vor dem Empfangsgebäude über den Bahnhofsvorplatz. Das in der Mitte zweigeschossige Gebäude beherbergte die Wohnung des Bahnhofsvorstehers, angebaut war ein Güterschuppen.

Vom Strand in Cayeux führte ein Gleis mit einer Spurweite von 600 mm zum Bahnhof, über das, von Pferden gezogen, dort gesammelte Kieselsteine zur Meterspurbahn befördert wurden.

## Gerüstpfeilerviadukt

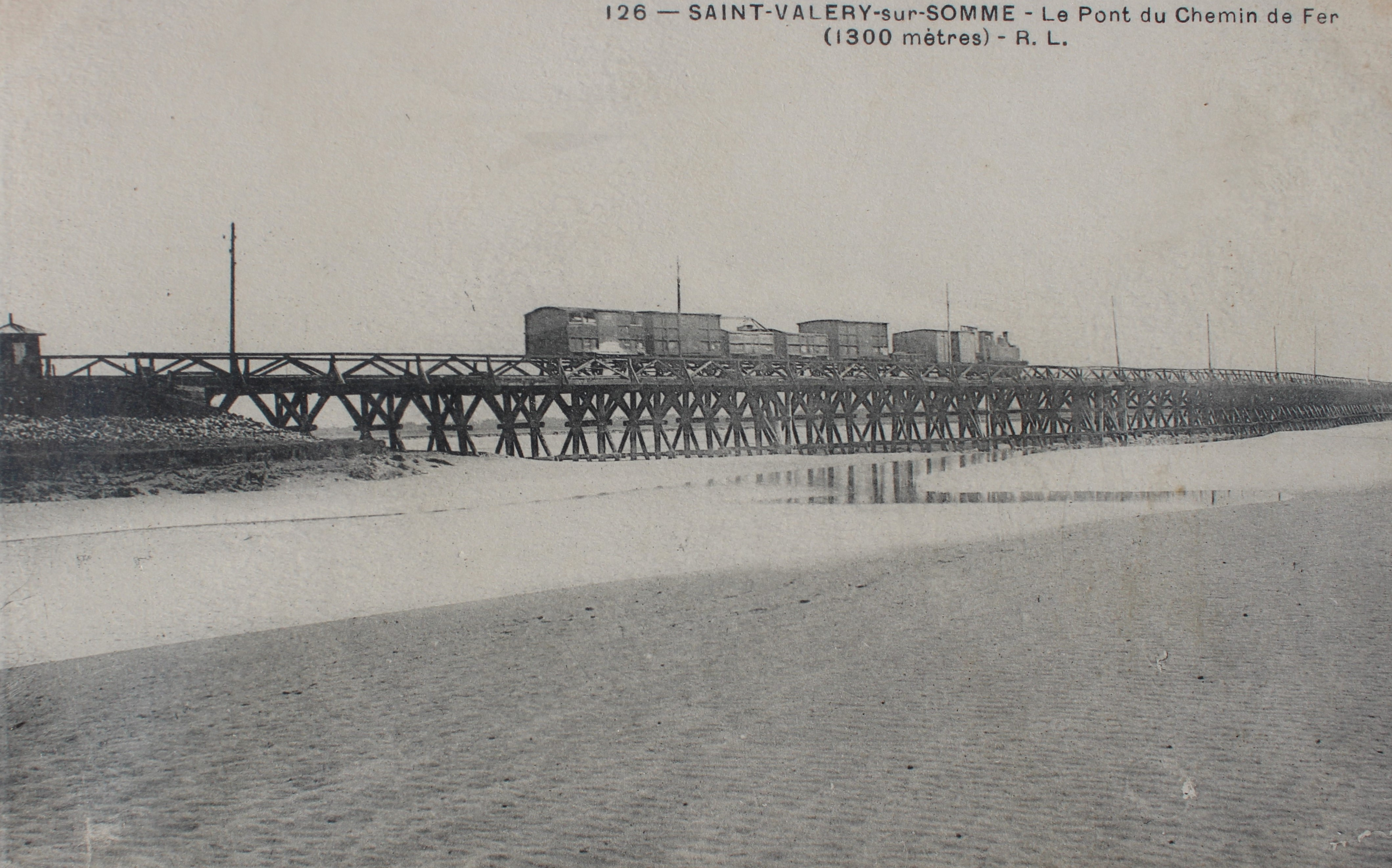
Güterzug auf dem Viadukt

Das 1367 m lange Gerüstpfeilerviadukt wurde bei Hochwasser und gleichzeitigen starken Nordwestwinden überschwemmt. Dann mussten die Reisenden aussteigen und zu Fuß durch das Wasser zum anderen Ende der Brücke laufen, worauf der Zug ihnen leer dorthin folgte. Anfang des 20. Jahrhunderts wies das Bauwerk bereits beträchtliche Verfallserscheinungen auf. Im Jahr 1907 wurde beschlossen, die Brücke abzureißen und durch einen Damm zu ersetzen, der 1911 vollendet wurde.

## Museumseisenbahn
Der Verein Chemin de Fer de la Baie de Somme (CFBS) ist seit 1973 Betreiber der Strecke. Die heute dort eingesetzten Fahrzeuge stammen aus verschiedenen, überwiegend französischen Netzen und Betrieben. Auch fremde Fahrzeuge sind gelegentlich zu Gast, so im Jahr 2016 die 99 6001 der Harzer Schmalspurbahnen.

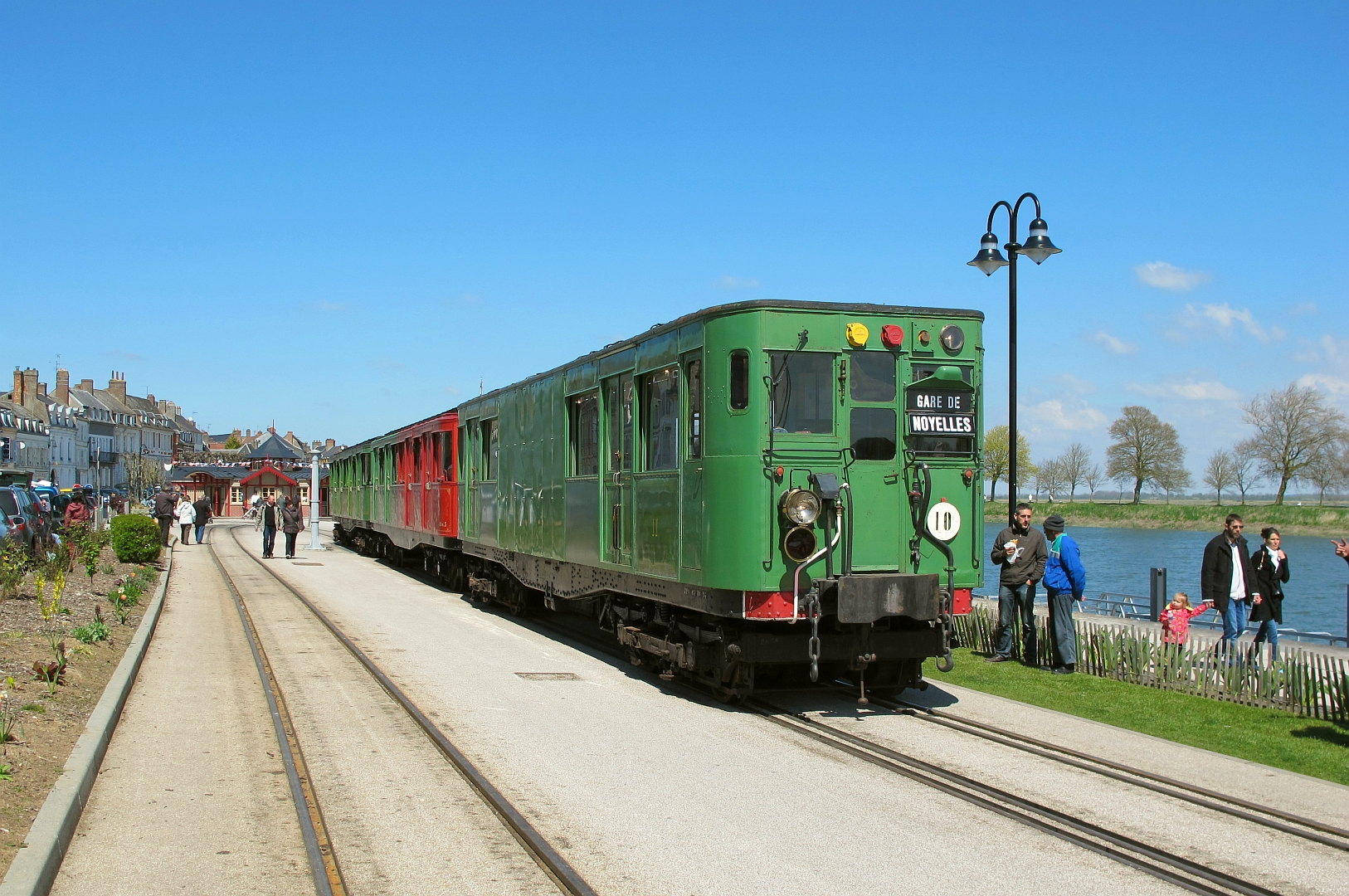
Touristischer Zug aus Sprague-Thomson-Wagen der Métro Paris im Bahnhof Saint-Valery-Port
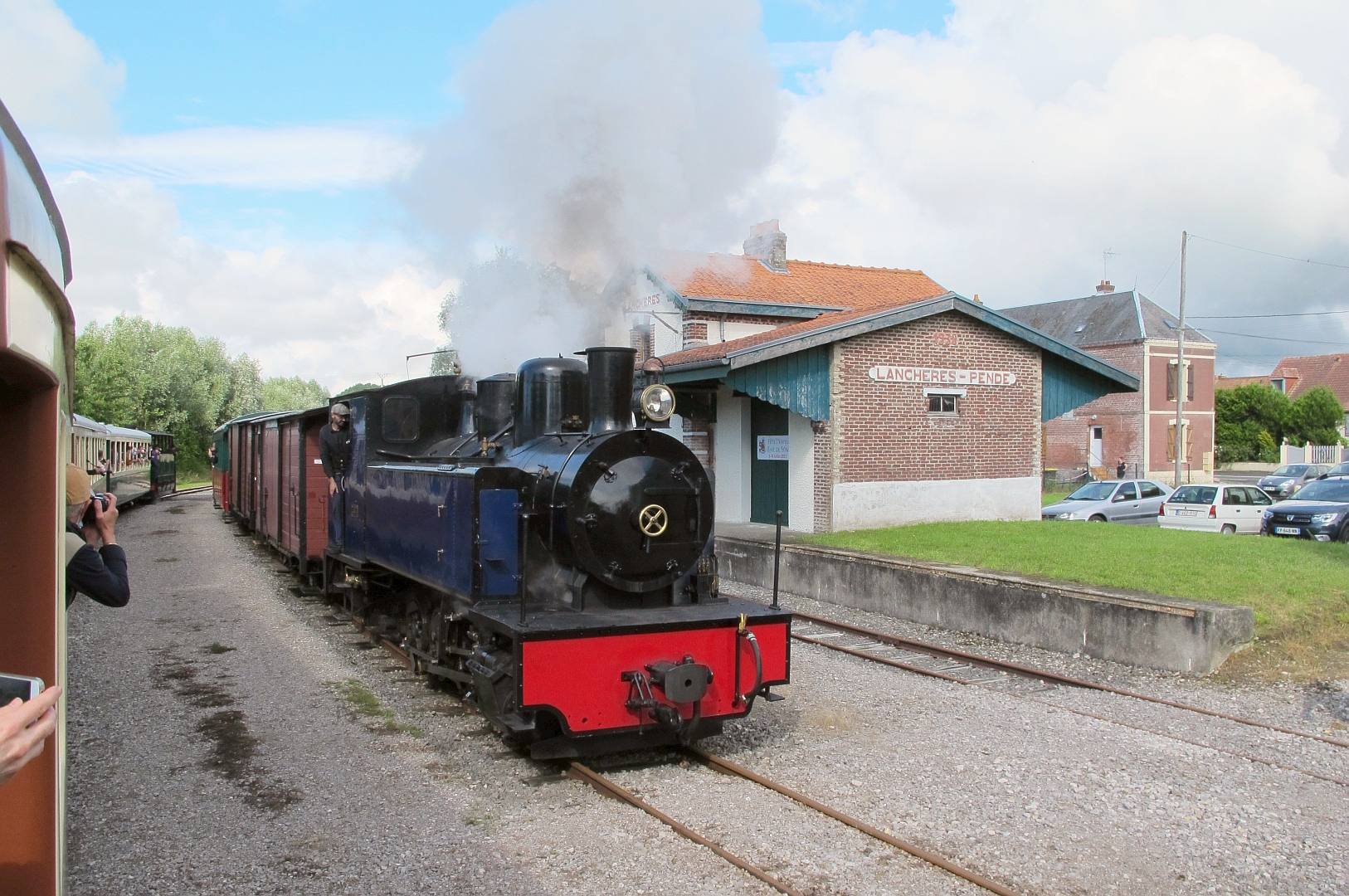
Kreuzung zweier Museumszüge im Bahnhof Lanchères - Pendé
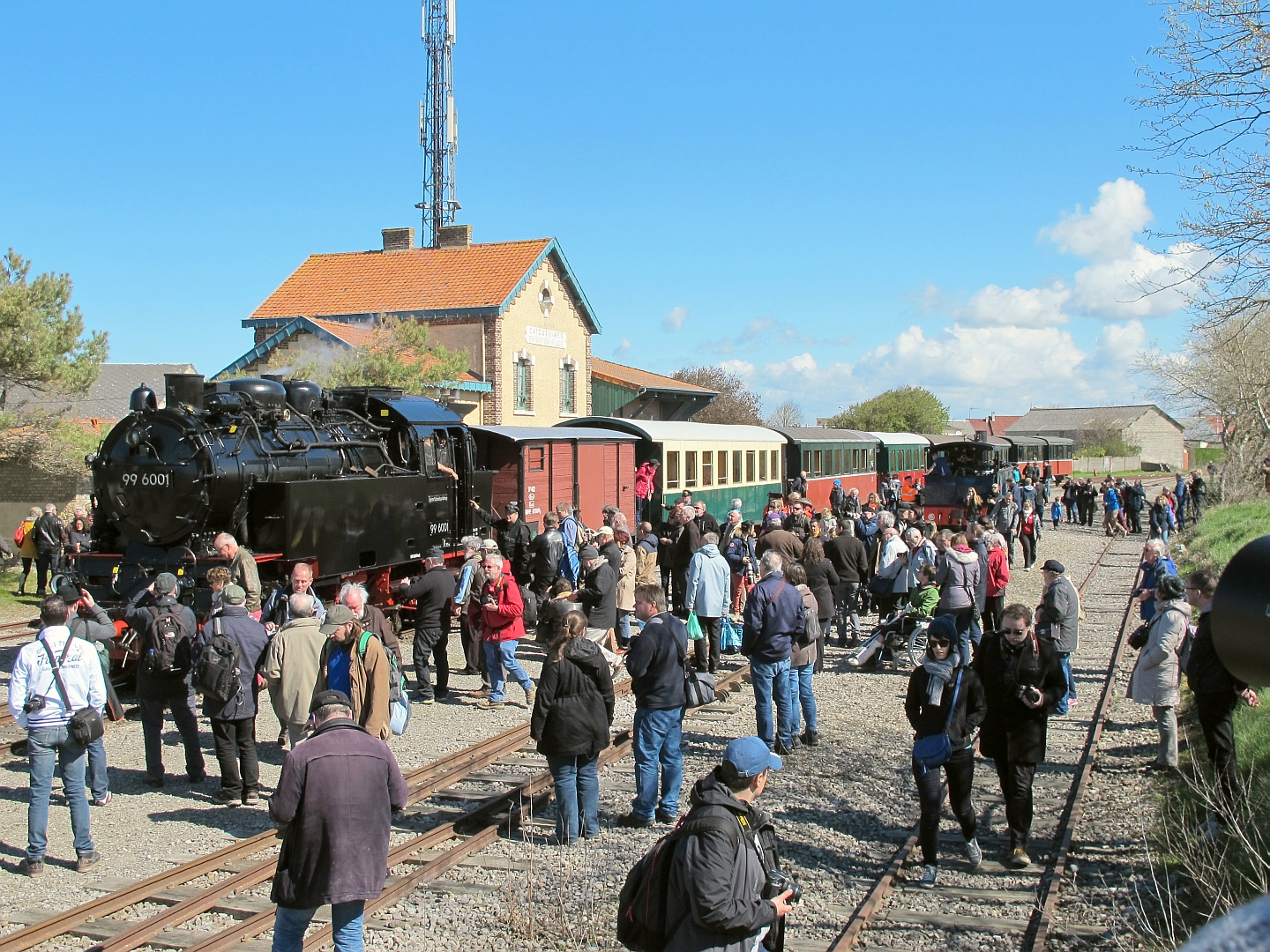
Zug mit Gastlokomotive 99 6001 der Harzer Schmalspurbahnen im Bahnhof Cayeux-sur-Mer